# Mona Seilitz

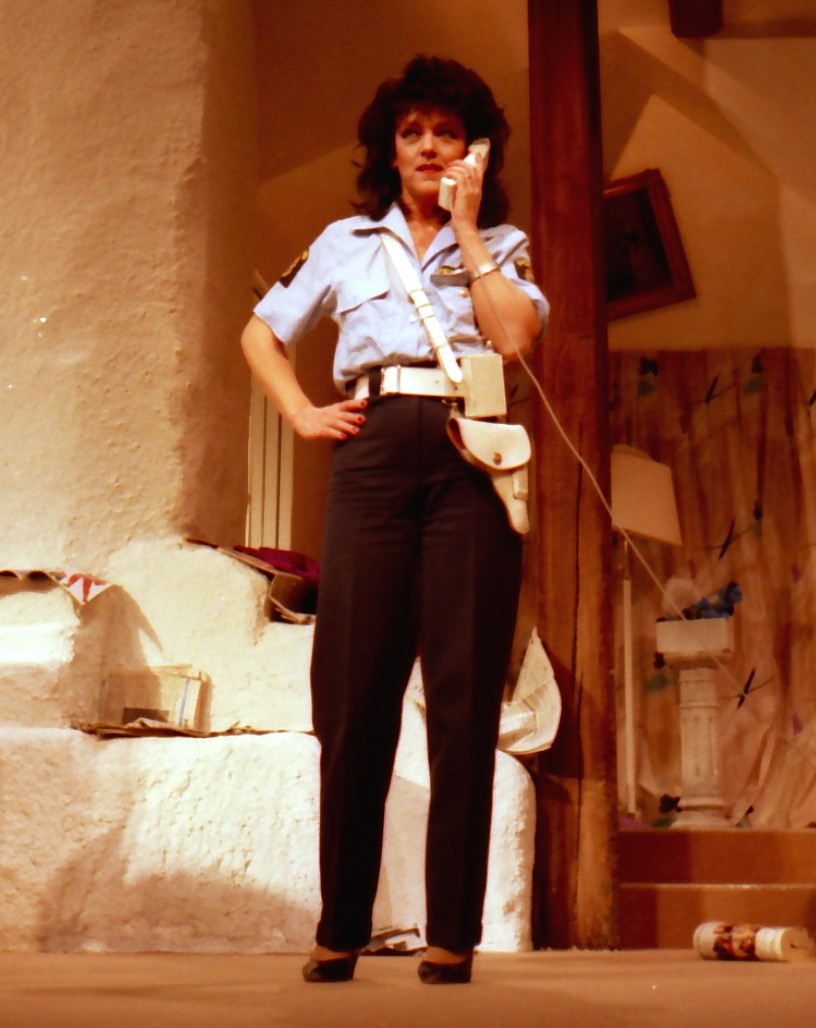
Mona Seilitz 1988

Mona Seilitz (Aussprache [ˌmoːna ˈsɛjːlits], * 16. Januar 1943 in Malmö als Mona-Liz Alexandersson; † 2. April 2008 ebenda) war eine schwedische Schauspielerin, Synchronsprecherin und Moderatorin.

## Leben
Seilitz wuchs in Malmö auf und wurde an der Theaterhochschule in Stockholm ausgebildet. Dem schwedischen Publikum war sie durch zahlreiche Auftritte in Fernsehserien bekannt. Daneben war sie auch als Synchronsprecherin tätig, zum Beispiel in den drei Teilen der Zeichentrickverfilmung von Pettersson und Findus. Sie trat in Musicals auf, unter anderen in Pippi Langstrumpf und Der Zauberer von Oz, und war Moderatorin der Unterhaltungsreihe Bingo Royale auf dem schwedischen Fernsehsender SVT.

## Filmografie (Auswahl)

### Als Synchronsprecherin
- 1999: Petterson und Findus
- 2000: Neues von Pettersson und Findus
- 2005: Morgen, Findus, wird’s was geben
- 2009: Kuddelmuddel bei Pettersson & Findus

### Als Schauspielerin
- 1968: Fanny Hill
- 1970: Glücklicher Scheißer
- 1981: Wer gewinnt das Rennen?
- 1981: Operation Leo
- 1989: Valby – Das Geheimnis im Moor
- 1994: Kommissar Beck – Verschlossen und versiegelt
- 1996: Die Jönsson Bande & der Cornflakes-Raub
- 2000: Hotel Seger